# Coupe d'Europe de beach soccer 2006
Navigation
2005 2007
L'Euro Beach Soccer Cup 2006 est la huitième édition de cette compétition regroupant les huit meilleurs nations de beach soccer d'Europe. Elle se déroule à Naples du 26 au 28 mai.
L'équipe du Portugal remporte son 6e trophée en huit éditions.

## Nations participantes
- Allemagne

- Autriche

- Espagne

- France

- Hongrie

- Italie

- Portugal

- Suisse

## Déroulement
Huit équipes participent au tournoi qui se joue à élimination directe et commence aux quarts de finale avec des matchs de classement.

## Tournoi

### Quarts de finale
| Date   | Équipe 1  | Résultat | Équipe 2 |
| ------ | --------- | -------- | -------- |
| 26 mai | France    | 4 - 2    | Hongrie  |
| 26 mai | Italie    | 8 - 1    | Autriche |
| 26 mai | Suisse    | 5 - 4    | Espagne  |
| 26 mai | Allemagne | 2 - 5    | Portugal |

### Demi-finale
| Date   | Équipe 1 | Résultat      | Équipe 2 |
| ------ | -------- | ------------- | -------- |
| 27 mai | Portugal | 6 - 6 (t.a.b) | Suisse   |
| 27 mai | France   | 5 - 5 (t.a.b) | Italie   |

### 5eà la8eplace
| Tour        | Équipe 1 | Résultat | Équipe 2  |
| ----------- | -------- | -------- | --------- |
| Demi-finale | Hongrie  | 5 - 3    | Autriche  |
| Demi-finale | Espagne  | 6 - 1    | Allemagne |
| 7e place    | Autriche | 5 - 3    | Allemagne |
| 5e place    | Espagne  | 4 - 2    | Hongrie   |

### 3eplace
| 28 mai 2006 | Italie | 6 - 4 | Suisse |  |  |
|             |        |       |        |  |  |

### Finale
| 28 mai 2006 | Portugal | 9 - 8 | France |  |  |
|             |          |       |        |  |  |

## Classement final
| Place | Équipe    |
| ----- | --------- |
| 1     | Portugal  |
| 2     | France    |
| 3     | Italie    |
| 4     | Suisse    |
| 5     | Espagne   |
| 6     | Hongrie   |
| 7     | Autriche  |
| 8     | Allemagne |

## Récompenses individuelles
Trophées individuels décernés à la fin de la compétition :
- Meilleur joueur :  Pasquale Carotenuto
- Meilleur buteur :  Pasquale Carotenuto
- Meilleur gardien :  Christophe Eggimann